# Calle Fulton/Broadway–Calle Nassau (metro de Nueva York)
La estación de la Calle Fulton/Broadway-Calle Nassau es una estación que sirve a cuatro líneas del Metro de Nueva York; la línea de la Séptima Avenida-Broadway, la Línea de la Avenida Lexington, la línea de la Calle Nassau y la línea de la Octava Avenida de la A y B del Interborough Rapid Transit Company. La estación se encuentra localizada en el Bajo Manhattan entre la Calle Fulton y Broadway/Calle Nassau. La estación es servida por un sinumeros de trenes tanto las 24 horas, como trenes que sólo operan los días de semanas, otros trenes operan sólo en la madrugada y otros solamente durante el día, y esos servicios son , , , , , ,  y .
El Fulton Street Transit Center es un proyecto, actualmente en progreso, que mejorará el acceso de las estaciones de transferencia, con un nuevo edificio, y habrá un acceso más rápido y fácil al Sitio del World Trade Center.